# Охридски споразум (2023)
Споразум о путу ка нормализацији односа између Косова и Србије, неформално познат као Охридски споразум, је споразум предложен од стране Европске уније који има за циљ нормализацију дипломатских односа између Републике Косово и Републике Србије. Дана 27. фебруара 2023. усмено су га прихватили премијер Косова Аљбин Курти и председник Србије Александар Вучић, а план за његову имплементацију усаглашен је 18. марта 2023. у Охриду.
Након састанка у Бриселу 27. фебруара 2023. године, председник Србије Александар Вучић је изјавио да, у складу са раније дефинисаним црвеним линијама, није прихватио и неће имплементирати одредбе које се тичу признања независности Косова и чланства Косова у Уједињеним нацијама.

## Позадина
Године 2008. „демократски одабране вође наших људи”, група искључиво албанских посланика Скупштине Косова. донеле су Декларацију о независности Косова од Србије. Косово и Србија су се 2013. године договориле о дијалогу који је омогућила Европска унија (ЕУ), а постизање споразума са Косовом је услов за приступање Србије ЕУ.

## Историја
Првобитно познат као „француско-немачки предлог”, израдиле су га француске и немачке дипломате, а инспирисан је је моделом „две Немачке” из Хладног рата. Европска унија је 5. децембра 2022. представила Нацрт споразума Косову и Србији на самиту ЕУ—Западни Балкан у Тирани. Председник Србије Александар Вучић и премијер такозваног Косова Аљбин Курти састали су се 27. фебруара 2023. у Бриселу да разговарају о Споразуму, где су усмено прихватили Нацрт споразума, уз изражавање резерви према појединим одредбама од стране Вучића. Курти је након састанка изјавио да је био спреман да потпише предложени Споразум, али да је Вучић то одбио. Жозеп Борељ, министар спољних послова ЕУ, изјавио је да потписивање плана није неопходно у даљим разговорима и да ће будући преговори бити посвећени његовој имплементацији. Курти и Вучић поново су се састали 18. марта у Охриду и усмено прихватили Анекс за имплементацију Споразума.

## Договор
Иако Споразум не захтева експлицитно да Србија призна Косово као независну државу, он спречава Србију да се противи приступању Косова међународним организацијама као што су Уједињене нације, Савет Европе, Европска унија или НАТО, поред тога што захтева од Србије да призна косовске националне симболе, пасоше, дипломе и регистарске таблице возила. Од Косова се захтева да обезбеди одговарајући ниво самоуправе за етничку српску заједницу. Крајњи циљ споразума је стварање „правно обавезујућег споразума о свеобухватној нормализацији односа [Косово—Србија]”. У тексту Споразума, назив Косово се користи без звездице и обе стране се помињу поименично, односно Србија и Косово, а не Београд и Приштина.

### Текст споразума
Текст споразума је Европска унија објавила 27. фебруара 2023.
Споразум се састоји из 11 чланова:
- Члан 1

Стране ће међусобно развијати нормалне, добросуседске односе на основу једнаких права. Обе стране ће међусобно признати своја документа и националне симболе, укључујући пасоше, дипломе, регистарске таблице и царинске печате.
- Члан 2

Обе стране ће се руководити циљевима и принципима постављеним у Повељи Уједињених нација, посебно оним о сувереној једнакости свих држава, поштовању њихове независности, аутономије и територијалног интегритета, праву на самоопредељење, заштити људских права и недискриминацији.
- Члан 3

У складу са Повељом Уједињених нација, стране ће све спорове између себе решавати искључиво мирним средствима и уздржаће се од претње или употребе силе.
- Члан 4

Стране полазе од претпоставке да ниједна од њих не може представљати другу у међународној сфери или деловати у њено име. Србија се неће противити чланству Косова у било којој међународној организацији.
- Члан 5

Ниједна страна неће блокирати, нити подстицати друге да блокирају напредак друге стране на њиховом путу ка ЕУ на основу сопствених заслуга. Обе стране ће поштовати вредности наведене у члановима 2 и 21 Уговора о Европској унији.
- Члан 6

Док садашњи споразум представља важан корак нормализације, обе стране ће са новим замахом наставити процес дијалога који води ЕУ, који би требало да доведе до правно обавезујућег споразума о свеобухватној нормализацији њихових односа. Стране су сагласне да продубе будућу сарадњу у областима привреде, науке и технологије, транспорта и повезаности, односа у правосуђу и спровођењу закона, поште и телекомуникација, здравства, културе, вере, спорта, заштите животне средине, несталих, расељених лица и других сличних. области кроз закључивање конкретних споразума.
Детаљи ће бити договорени у додатним споразумима који ће бити омогућени дијалогом који води ЕУ.
- Члан 7

Обе стране се обавезују да ће успоставити посебне аранжмане и гаранције, у складу са релевантним инструментима Савета Европе и ослањајући се на постојећа европска искуства, како би се обезбедио одговарајући ниво самоуправљања за српску заједницу на Косову и способност за пружање услуга у одређеним областима, укључујући могућност финансијске подршке Србије и директан канал комуникације српске заједнице са Владом Косова.
Стране ће формализовати статус Српске православне цркве на Косову и пружити снажан ниво заштите српским местима верског и културног наслеђа, у складу са постојећим европским моделима.
- Члан 8

Стране ће разменити сталне мисије. Они се оснивају у седишту одговарајуће Владе.
Практична питања у вези са успостављањем мисија биће обрађена посебно.
- Члан 9

Обе стране узимају у обзир посвећеност ЕУ и других донатора да успоставе посебан пакет инвестиција и финансијске подршке за заједничке пројекте страна у економском развоју, повезивању, зеленој транзицији и другим кључним областима.
- Члан 10

Стране ће успоставити заједнички комитет, којим председава ЕУ, за праћење спровођења овог споразума. Обе стране потврђују своју обавезу да примењују све претходне споразуме дијалога, који остају важећи и обавезујући.
- Члан 11

Обе стране се обавезују да ће поштовати Мапу пута за имплементацију која је приложена уз овај споразум.

## Реакције

### Србија
- Власт: Дана 8. октобра 2022, Председник Србије Александар Вучић изјављује да је предлог чланства Косова у УН неприхватљив за Београд. Министар спољних послова Ивица Дачић је пар дана касније то и поновио. Ипак, 20. јануара 2023. Вучић је изјавио да је Србија спремна „да прихвати концепт и да ради на имплементацији предложеног споразума”, уз изражавање резерви према појединим одредбама. Према његовим речима, из евроамеричког преговарачког тима речено му је да ће приступ Србије ЕУ стати ако Србија одбије споразум, као и да би био укинут безвизни режим Србије и ЕУ.[18][19] Француски и немачки амбасадори у Србији Пјер Кошар и Анке Конрад су ове тврдње демантовали, тврдећи да није било претњи, већ само указивања на последице ако Србија пропусти прилику за договор.
- Опозиција: Здравко Понош тврди да Вучић настоји да остане на власти прихватањем споразума и да га у томе не треба подржати. Парламентарне странке десно од центра Двери, НАДА и Заветници су овај предлог оцениле као „отворени ултиматум и наставак бруталних притисака на Србију”, као и „легализацију сецесије јужне српске покрајине”. Председник странке НАДА Милош Јовановић изјавио је да би прихватање споразума направило Србију „евроатлантском колонијом”.[20] Посланик Народне странке (НС) Стефан Јовановић рекао је да је пристанком на примену споразума председник показао да је спреман да уради све како би остао на власти, док је председник исте странке Вук Јеремић рекао да би прихватање споразума био екстремно опасан корак, а да ако у договору постоји члан о међународној једнакости Београда и Приштине, то би била велеиздаја. Зоран Лутовац, председник ДС је изјавио да тај предлог изгледа као анекс Kумановског споразума о капитулацији.[21] Што се тиче странака лево од центра, председник Странке слободе и правде (ССП) Драган Ђилас изјавио је 25. јануара 2023. да ће та странка затражити да документ постане јаван, као и „да би признање Косова био злочин, али би био злочин и ускратити европску будућност генерацијама које долазе”, док је председник Социјалдемократске странке (СДС) Борис Тадић изјавио да је Ангела Меркел током његовог мандата као председника Србије тражила много мање него што се тренутно тражи од Вучића, као и да је недопустиво да председник исказује спремност на имплементацију споразума без консултација са надлежним институцијама. Лига социјалдемократа Војводине је од председника затражила да „престане да се игра са будућношћу Србије и њених грађана” и да што пре прихвати споразум, како Србија не би дошла под санкције. Председник Српског покрета обнове (СПО) Вук Драшковић подржао је предлог.[22][23][24][25][26][27]

### Косово
- Власт: Премијер Косова Аљбин Курти је у новембру 2022. оценио предлог као „корак у правом смеру”. У фебруару 2023. је после састанка поводом овог плана изјавио да није потписао споразум зато што српска страна није задовољна.[28]
- Опозиција: Потпредседница Демократског савеза Косова Шћипе Мјекићи је у новембру критиковала мањак информација у јавности везаних за предлог.[29][30]
- Грађанска иницијатива „Српски останак” је 25. јануара 2023. организовала протест у северном делу Косовске Митровице због „безусловног прихватања француско-немачког договора”, као и етнички мотивисаних инцидената. Један од захтева са протеста је било формирање Заједнице српских општина (ЗСО) пре потписивања споразума.[31][32]

### Организације
- Високи представник Уније за спољне послове и сигурносну политику [] Жозеп Борељ описао је споразум као „важно достигнуће”.[5] Председник Савета Европске уније Шарл Мишел честитао је странама на постизању договора и изјавио да је имплементација споразума кључ за мир, стабилност и просперитет Западног Балкана.[33]
- Председавајући ОЕБС-а Бујар Османи честитао је странама на постизању договора.[34]

### Државе
- Премијер Албаније Еди Рама поздравио је то што су се Косово и Србија сложили са условима споразума.[35] Рама је изјавио да се нада да ће споразум водити до побољшања односа Србије и Албаније.[36][37]
- Председник Републике Српске Милорад Додик изјавио је да одлуку о овом предлогу треба да доноси цело српско друштво и да „сви Срби, где год живели, морају да се окупе и буду јединствени око преговарања”.[38][39]
- Немачки канцелар Олаф Шолц поздравио је споразум 7. марта 2023. и изјавио да очекује конструктивне резултате ускоро.[40]
- Министарство спољних послова Норвешке честитало је Косову, Србији и Европској унији на постизању договора.[41]
- Бујар Османи, министар спољних послова Северне Македоније је честитао двема странама на постигнутом договору.[34]
- Амерички изасланик за Западни Балкан Габријел Ескобар је 19. октобра 2022. изјавио да САД подржавају француско-немачки предлог. Саветник Стејт департмента Дерек Чолет је почетком јануара подржао овај предлог, као и брзо формирање ЗСО.[39][42] По постизању договора, Стејт департмент је поздравио договор и ургирао обе стране да се што пре почне са његовом имплементацијом.[43]
- Министарство спољних послова Турске је поздравило договор и нада се да ће обе стране поштовати услове споразума.[44][45]
- Председник Француске Емануел Макрон је подржао споразум.[46]